# Camillo Oblach
Camillo Oblach (Padova, 21 agosto 1895 – Bologna, 11 novembre 1954) è stato un violoncellista italiano.

## Biografia
Dipolomatosi presso l'Istituto di Musica di Padova, ha studiato sotto Arturo Cuccoli (allievo di Francesco Serato). Dal 1922 ha insegnato presso l'Istituto di Musica di Cagliari, dove l'11 giugno 1923 ha suonato in presenza di Benito Mussolini al Teatro Civico.
Dal 1924 al 1925 ha insegnato al Liceo Rossini di Pesaro e del 1925 al 1953 al Liceo Musicale di Bologna.
Nel corso della sua carriera ha fatto parte di diverse formazioni cameristiche come ad esempio il trio formato con Amilcare Zanella e Attilio Crepax, o quello con Ettore Bonelli e Giuseppe Silvestri. Ha suonando anche come solista. Ha partecipato ai concerti per l'anniversario a Cremona nel 1937 di Antonio Stradivari (200º anniversario della morte), ed a Genova nel 1940 (100º anniversario della morte di Nicolò Paganini). Dopo la Seconda guerra mondiale riprende a fare concerti, ma nel 1950 per motivi di salute fu costretto a lasciare la scena.
È sepolto nel Campo Nuovo della Certosa di Bologna.
Nel 1979 e nel 1982 a Bologna sono stati promossi dei concorsi per giovani violoncellisti dedicati a Camillo Oblach. Sempre a Bologna gli è stata intitolata una strada.